# Stoder (Gemeinde Aich)
Stoder ist eine Wochenendhaussiedlung in der Gemeinde Aich in der Steiermark.
Die Siedlung befindet sich westlich des Stoderzinkens und ist über die Stoderzinken Alpenstraße erreichbar, an dessen Endpunkt sie liegt. Die zahlreichen Chalets stehen Sommer wie Winter den Besuchern zur Verfügung. Neben der Bekanntheit als Wintersportgebiet ist Stoder beispielsweise auch ein Fixpunkt der Ennstal-Classic, einer Oldtimer-Rallye in Österreich.